# NGC 2829
NGC 2829 é uma galáxia lenticular (S0) localizada na direcção da constelação de Lynx. Possui uma declinação de +33° 38' 58" e uma ascensão recta de 9 horas, 19 minutos e 52,3 segundos.
A galáxia NGC 2829 foi descoberta em 13 de Março de 1850 por William Parsons.